# 停滞フィールド
停滞フィールド（ていたいフィールド）、またはステイシスフィールド（英: stasis field）とは、時間が停止、または極度に遅延されているか、物体が停止している空間の限定された領域。SF作品などで扱われることが多い。

## 概要
停滞フィールドは、時間を停滞させることが有効な領域である。フィクションにおける停滞フィールドには、しばしばいくつかの共通の特性がある。これには無限、またはほぼ無限の剛性が含まれており、それらを「破壊不可能な物体」および完全またはほぼ完全な反射面にする。殆どの作品における設定では、この領域を確立するために物理的な装置に依存している。装置がオフになると、停滞フィールドがなくなり、時間が動き始める。
時間は停滞フィールドで一時停止されることがよくある。従って、このようなフィールドは、非生物物体を劣化から保護する機能がある。この時間の遅れは、宇宙の観点から、絶対的なものであり得る。フィールドの内部で停止された物体は、フィールドが解除され時間が動き始めると何も起こっていないかのように動き出す。このようなフィールドを使用するストーリーにはしばしば、通常の寿命を超えて数千または数百万年生存した生命が登場する。このガジェットはまた、例えば核兵器を含むブービートラップのような装置を可能にする。停滞フィールドが解除されると、仕掛けられたトラップが起動する。
停滞フィールドの1つの使用法は、コールドスリープである。宇宙船に乗った乗組員と貨物はその大部分を「スキップする」ことによって非常に長い時間を経験する必要がなくなる。極端な加速の影響からの保護として、The Night's Dawn Trilogy (ナイツ・ドーン三部作)のように使用することもできる。
停滞フィールドと同様の時間の遅れを引き起こす実際の現象がある。極端に速い速度(光速)または非常に強力な重力場がブラックホールの事象の地平面の近くに存在するようになると、よりゆっくりと時間が進行する。しかし、そのような条件とは無関係にそのような時間の遅れを引き起こす既知の理論的方法は未発見である。

## 停滞フィールドを扱った作品

### 小説
現在知られている中で停滞フィールドが登場した最も古い作品としてロバート・A・ハインラインの『未知の地平線』(原題：Beyond This horizon)(1942)がある。本作における停滞フィールドは全ての光を反射する立方体として描写され、雑誌掲載時にはHubert Rogersによる挿し絵も描かれた。
著名なSF作家であるラリー・ニーヴンは、『プタヴの世界』(原題：World of Ptavvs,)(1966)以降、ノウンスペースシリーズで設定された多くの長編や短編を通して、停滞フィールドと停滞ボックスの概念を大いに活用した。『プタヴの世界』では、スリント人(スレイヴァー族)の乗る宇宙船に事故が起きたため、宇宙服の停滞フィールドを起動して救助を待つつもりが、発見されずに十五億年後の地球で目覚めた。
ニーヴンの停滞フィールドは、導電性の表面が確立されるとそれに追従し、結果として生じる停止した時空間は決して傷つかない。あらゆる物質および放射を反射するため見た目は鏡面。また、同じ空間に重なり合うことはできない。このような性質を持つためしばしば緊急保護装置として使用されていた。また、通常の物質を簡単に切断することができる非常に細いワイヤのような長さの自在剣と呼ばれる武器を作成するために停滞フィールドを使用することができる。

ジョー・ホールドマンの終りなき戦い(1974)に登場する停滞フィールド。近接兵器が戦闘のために使用可能な唯一の手段となる状況を作り出すために、停滞フィールド・ジェネレータが軍隊によって運用される。フィールド内では、電子、光子、フィールド自体を含む16.3 m / sより速く移動する物体は存在しない。フィールド内の兵士は特別なコーティングをしたスーツを着用していなければならない。さもなければ身体内の電気活動はすべて停止し、兵士は命を落とす。小説では、主人公が、フィールドの中に核爆弾を配備し、その爆弾からフィールドを遠ざけることによって、月に偶然残った人間の小さな部隊を包囲している敵軍を敗北させる。爆弾がフィールドの外に出ると、爆弾の時間が動き始め、電気活動が再開され即座に爆発する。それは周囲の兵士を気化させ、戦場の地面の大きな塊を吹き飛ばした。兵士たちは数日後にフィールドの外に現れ、そのトリックがうまくいったかどうかを確認した。大型のクレーターの一番下には彼らだけが生存しており、敵兵は全滅した。
ヴァーナー・ヴィンジの『Peace Authority(1984)』で使われた「ボブル」はより限定された停滞フィールドである。ボブルは、常に完全に球形であり、ボブルが最初に作成されるときに設定される一定の期間存在する。ボブル効果の持続時間は変更できない。ボブル・ジェネレータは当初、武器として使用され、戦闘の分野からターゲットを除外された。
フィリップ・ホセ・ファーマーの『デイワールド(1985)』 (原題：Dayworld) では限界まで達した人口増加の打開策として「固定器」と呼ばれる停滞ボックスが使われている。この世界の人々は一週間に一日だけ活動し、それ以外の六日間は『固定器』の中で時間を停止されて過ごす。タイトルのデイワールドとは、七つの曜日世界を意味する。
ある曜日世界の住人が別の曜日世界で活動することは禁じられており、実行すれば“曜日破り”という重罪にあたる。この曜日破りを追う警察官は曜日間パスポートを所有しており異なる曜日世界での捜査を行うことができる。
ピーター・F・ハミルトンの《ナイツ・ドーン》3部作（1996〜1999年）では「ゼロタウポッド」(時間が止まる動力容器)が物語の重要な装置として登場する。
谷川流の涼宮ハルヒの憂鬱(2003〜)では、未来人である朝比奈みくるがキョンを連れて3年前に時間遡行を行った際、みくるがTPDD(一般的に言われるタイムマシーンに該当)を紛失して元の時空に戻れなくなった場面で登場。2人は宇宙人である長門有希の助けを借り、彼女の住居であるマンションの一室を3年間時間凍結することによって事なきを得た。
ロバート・チャールズ・ウィルスンの『時間封鎖(2005)』は地球全体が暗黒の界面に包み込まれ、地球の時間だけが1億分の1の速度になってしまう。作中では「スピン」と呼ばれるこの現象によって地球の時間でおよそ50年後（地球の外では50億年後）には太陽の寿命が尽き地球が飲み込まれてしまうという危機に直面した人類は時間のズレを利用した火星のテラフォーミングを試みる。
オキシタケヒコの『筺底のエルピス(2014)』では異星知性体に由来するテクノロジーとして「停時フィールド」が登場する。停時フィールドは使用者によってサイズと形状、展開有効距離、遠隔固定機能、展開持続時間といったパラメータが異なり、多くのバリエーションと異なる機能が存在する。本作の『停時フィールド』はあらゆる波長の電磁波を吸収し熱として放射する黒体のように描写されるため、陰影が一切ない漆黒である。
また、作中ではワームホールの出入り口の一方を停時フィールドで包み込み停止させることでワームホールの出入り口に時間のズレを作り、一万年先の未来へのタイムトラベルも行われている。

### 漫画
藤子・F・不二雄の『ドラえもん』に登場するひみつ道具である瞬間固定カメラ。撮影した瞬間の動きを止めておけるカメラ。もう一度シャッターを押すと動く。
荒木飛呂彦の『ジョジョの奇妙な冒険 Parte5 黄金の風』に登場するスタンド「クラフト・ワーク」。物体を空中に固定することができる。固定中でも衝撃は物体に蓄積され、固定が解除されると溜まった衝撃は一度に開放されるため、向きを相手に向けて射撃することができる。
中平正彦の『破壊魔定光』に登場する防護フィールド「物理保護」の「静止モード」。重力素子を利用することで領域内で経過する時間は限りなくゼロに近くなる。時間経過以外では外部から内部に対して絶対に干渉する事ができない。領域の内部と外部の境界に巻き込まれた物体は切断される。使用時は半透明の立方体が全身を覆う。

### 映像作品
まんが宇宙大作戦(1973年)（原題：Star Trek: The Animated Series）のエピソードの一つ、ラニー・ニーヴンが脚本を担当した「過去から来た新兵器」（原題：「The Slaver Weapon」)において停滞ボックスが登場した。同エピソードにはクジン人、スリント人(スレイヴァー族)など、ノウンスペースシリーズを彷彿させる種族が登場している。
インベーダー・ジム(2001年)のエピソード「Walk For Your Lives」では、ジムは時間停滞フィールドを作成し、これをDibに表示してTallestに表示する。その結果、Dibは非常にゆっくりと動くことができるようになる。また、爆発が発生し、非常にゆっくりと爆発する。ジムは爆発を起こしてスピードを上げることになる。爆発は通常の速度で爆発する。
ユーリカ 〜事件です!カーター保安官〜(2010年)シーズン4エピソード12「世界が止まる日!?」(原題:Reprise]では街中を包み込みサイズの停滞フィールドが発生する。

### ゲーム
リアルタイムストラテジーゲームのスタークラフト(1998年)では、アービター(Arbiter)ユニットはプロトス(Protoss)の技術とアービターのサイオニックパワーを組み合わせて、影響を受けた領域のすべてのユニットを停止時間である青色の "クリスタル"で捕捉する静止フィールドを形成する。それらを戦場から取り除くことで30秒間無傷にするという攻撃と防御を兼ねたアプリケーションを可能にする。
ハーフライフ(1998年)では、主人公のGordon FreemanがG-Manとの簡単な議論の後、ステイシスの状態に置かれる。
スターウォーズRPGシリーズのStar Wars: Knights of the Old Republic(2003年)は、時間を変えて敵を停止させる「ステイシス」の力を使うことができる。完全な時間の停止状態とは異なり、外的事象が対象者に影響を及ぼすことを可能にするため、停止状態に陥っている者は報復できない状態で殺される可能性がある。 暗黒面のシスのトラップパーティーメンバーが対戦でプレイヤーと交戦するときも、元のゲームでも同様の効果がある。
宇宙をテーマにしたMMO EVE ONLINE(2003年)には、ステイシスウェビファイヤー(Stasis Webifier)と呼ばれる電子戦デバイスが登場する。これを装備した船が、他の船をターゲットに指定した状態でステイシスウェビファイヤーを起動すると、ターゲットとなった船の最大速度ならびに加速度が低下する。主に敵の機動力を奪う目的で用いられるほか、味方の艦船に対して起動することでワープ状態への移行を早めるテクニックが存在する。
スーパーロボット大戦J(2005年)に登場する組織フューリーが時間兵器「ラースエイレム」を所有。「ラースエイレム」を搭載した機体は停滞フィールドを展開することで一方的に行動することは可能。ラースレイエムの影響を受けず、機能を阻害する装置「ラースエイレムキャンセラー」も登場した。
Mass Effect(2007年)には、停滞フィールドに敵を閉じ込めることができる「ステイシス」と呼ばれる力がある。これらのプレイヤーはすべての形のダメージに対して不動でも無敵ではない。この効果の持続時間は、ユーザーのスキルレベルに依存する。
DEAD SPACE(2008年)シリーズには、主人公アイザック・クラークが手首に装着されたタキオンベースのステイシスモジュールを搭載している。これは、敵のネクロモーフを短時間停止するのに使用される。彼はネクロモーフと戦うためにその用途を適応させた。以前は技術者がドアのような危険な高速で動く誤動作する機器を減速させるために使用されていた。この技術の医学的使用は、Dead Space 2で後に見られる。主人公はゲーム間の大部分を、ステイシスベッドで停滞状態に置かれていた。
ゼルダの伝説 ブレス オブ ザ ワイルド(2017年)ではシーカーストーンを介して使えるアイテムの１つにビタロックがある。様々な物体の時間を少しの間止めることができ、強化すれば魔物の時間も止めることができる。また時間を止めている際に衝撃を与えることで効果が切れた瞬間に蓄積された力が一気に解放され、大きな物体などを軽々と吹き飛ばすことができる。